# Erwin Stein (Musiker)
Erwin Stein (geboren 7. November 1885 in Wien, Österreich-Ungarn; gestorben 17. Juli 1958 in London) war ein österreichischer Komponist, Dirigent und Musiktheoretiker.

## Leben
Erwin Stein wurde als jüngstes Kind des aus Böhmen stammenden und in Wien tätigen Verlegers und Buchhändlers Markus Stein (Manz Verlag) in eine kunstsinnige großbürgerliche Familie jüdischen Ursprungs geboren. Am 19. Januar 1886 konvertierte er gemeinsam mit seiner Mutter und seiner Schwester Helene zum evangelischen Glauben H. B.
Der mittelmäßige Schüler inskribierte zum Wintersemester 1905/1906 am Institut für Musikwissenschaft der Universität Wien, besuchte aber auch philosophische Vorlesungen bei Wilhelm Jerusalem und Friedrich Jodl.
Von 1906 bis 1910 nahm Stein Unterricht bei Arnold Schönberg. „Die Begegnung mit Schönberg hat Steins weiteres Schicksal bestimmt (…).“ Stein wurde zu einem unermüdlichen Vorkämpfer für die Musik seines Lehrers und der des Schönberg-Kreises. In seinen Wiener Jahren war Stein führender Mitarbeiter der Universal Edition, an der er auch Anteile besaß.
Nach dem „Anschluss Österreichs“ an Deutschland 1938 musste Erwin Stein als Jude seine Anteile an der Universal Edition verkaufen und nach London emigrieren. Dort wurde er Mitarbeiter des Musikverlags Boosey & Hawkes und förderte und propagierte – wie zuvor in Wien das Arnold Schönbergs – das Werk Benjamin Brittens. Er verfasste auch Beiträge für die Zeitschrift Opera.
Am 17. Juli 1958 erlitt Stein einen tödlichen Herzinfarkt. Seine Asche wurde nach einer Feuerbestattung in alle Winde verstreut. Er hinterließ zwölf Lieder, vier Klavierwerke und ein Scherzo für Streichquartett, Bearbeitungen von Werken von Gustav Mahler, Alban Berg, Anton Bruckner, Leoš Janáček, fünf Bücher und mehr als 170 musiktheoretische Aufsätze.
Der Ehe mit Sofie Bachmann entstammte die Pianistin Marion Thorpe. Erwin Steins Geschwister waren der Verleger Richard Stein (1871–1932) (Manz Verlag), die Theosophin Paula Kemperling (1878–1952), die im Verlag Manz tätige Emma von Sax (1882–1969) sowie die Malerin Helene Winger (1884–1945).

## Werke (Auswahl)

### Kompositionen
- Fünf Lieder (Heinrich Heine) für eine Singstimme und Klavier (Musiksammlung der Österreichischen Nationalbibliothek [im Weiteren: Mus. Hs.] 39.441)
- Drei Lieder aus „Die Nordsee“ (Heinrich Heine) für Gesang und Klavier (Mus. Hs. 39.446)
- Lied „Bleib du in deiner Meerestiefe“ (Heinrich Heine) für Bariton und Klavier (Mus. Hs. 39.445)
- Lied „Es klagt im Dunkeln irgendwo“ für Sopran und Klavier (Mus. Hs. 39.444)
- Lied „Das Ideal“ (Richard Dehmel) für Sopran und Klavier (Mus. Hs. 39.443)
- Lied „Gebete der Mädchen zu Maria“ (Rainer Maria Rilke) für Sopran und Klavier (Mus. Hs. 39.447)
- Lied „Stör nicht den Schlaf der liebsten Frau, mein Licht!“ für Bariton und Klavier (Mus. Hs. 39.442)
- Scherzo und Trio für Streichquartett (Mus. Hs. 39.448)
- Ohne Titel (Rondo) (Mus. Hs. 39.449)
- Andante für Klavier (Mus. Hs. 39.450)
- Ohne Titel (Thema mit Variationen) (Mus. Hs. 39.451)
- Rondo für Klavier (Mus. Hs. 39.452)

### Schriften (Bücher)
- Praktischer Leitfaden zu Schönbergs Harmonielehre. Wien 1923
- Orpheus in New Guises. London: Artikelserie 1953
- Arnold Schönberg: Die formbildenden Tendenzen der Harmonie. Mainz 1957 (Übersetzung Steins von: Structural Functions of Harmony. London 1954)
- Arnold Schönberg – Briefe (Ausgewählt und herausgegeben von Erwin Stein). Mainz 1958
- Form and Performance. London und New York 1962 (deutsche Übersetzung: Musik – Form und Darstellung. München 1964)